# Etrumeus teres
Etrumeus teres és una espècie de peix pertanyent a la família dels clupeids.

## Descripció
- Pot arribar a fer 33 cm de llargària màxima (normalment, en fa 25).
- 15-18 radis tous a l'aleta dorsal i 10-13 a l'anal.
- És platejat amb la part dorsal de color verd oliva.[3][4]

## Reproducció
És ovípar amb larves i ous planctònics.

## Alimentació
Menja sobretot eufausiacis i copèpodes.
A Sud-àfrica és depredat per Elops machnata, Argyrosomus hololepidotus, Atractoscion aequidens i la palomida (Lichia amia); a Mèxic per Tetrapturus audax i Makaira mazara; i als Estats Units pel lluç argentat d'altura (Merluccius albidus), Paralichthys dentatus, el tallahams (Pomatomus saltatrix), Cynoscion regalis, Acanthocybium solandri, Euthynnus alletteratus, Scomberomorus cavalla, Scomberomorus maculatus, Alopias superciliosus, el tauró sedós (Carcharhinus falciformis), Rhizoprionodon terraenovae, l'agullat (Squalus acanthias) i Mustelus canis.

## Hàbitat
És un peix marí, pelàgic-nerític, oceanòdrom i de clima subtropical (46°N-41°S, 28°E-51°W) que viu entre 0-150 m de fondària.

## Distribució geogràfica
Es troba a l'Índic occidental (des de la frontera de Moçambic fins a Durban, Sud-àfrica, i, probablement, més al sud), el mar Roig, la Mediterrània oriental, l'Atlàntic occidental (des de la badia de Fundy i Nova Escòcia fins a Florida, el Golf de Mèxic, Veneçuela i les Guaianes), el Pacífic occidental (el Japó, el mar d'Arafura i les costes meridionals d'Austràlia) i el Pacífic oriental (des de Califòrnia -els Estats Units- fins a Xile, incloent-hi les illes Hawaii i Galápagos).

## Ús comercial
Es comercialitza fresc, en salaó, en conserva i per a elaborar farina de peix.

## Observacions
És inofensiu per als humans.